# Nagyfogú tömpeujjú-vidra
A nagyfogú tömpeujjú-vidra vagy fokföldi vidra (Aonyx capensis) az emlősök (Mammalia) osztályának a ragadozók (Carnivora) rendjébe, ezen belül a menyétfélék (Mustelidae) családjába és a vidraformák (Lutrinae) alcsaládjába tartozó faj.

## Alfajai
- Aonyx capensis capensis (Schinz, 1821)
- Aonyx capensis hindei (Thomas, 1905)
- Aonyx capensis meneleki (Thomas, 1903)

## Előfordulása
Afrikában (főleg Kongó, Dél-Afrika, Etiópia stb.) honos.

## Megjelenése
Nyaka fehér, has és hátoldala gesztenyebarna.

## Életmódja
Fő táplálékai halak, rákok, békák és férgek.

## Szaporodása
A nőstények kora tavasszal 2-5 kölyköt hoznak a világra.

## Külső hivatkozások
- Képek a fajról